# Yahya II al-Qa'im
Yahya II al-Qa’im. Bereber de la dinastía Hammudí, fue el tercer rey de la Taifa de Málaga al ocupar el trono durante solo cuatro meses entre 1039 y 1040.
Sucesor de Idris I al-Muta'ayyad, su breve reinado finalizaría cuando su tío Hasan al-Mustansir se hizo con el trono.
| Predecesor: Idris I al-Muta'ayyad | Reyes taifas de Málaga 1039 – 1040 | Sucesor: Hasan al-Mustansir |